# デンドロフィリア
デンドロフィリア（dendrophilia）、デンドロフィリー（dendrophily）、またはアーバーフィリア（arborphilia）とは、樹木への愛情を指す語である。樹木に対して性的魅力や欲情を感じる性的倒錯を指して用いられる事もある。それは性的接触や、ファルス的シンボルへの畏敬、またはその両方を内包する。